# テレサ・フェルナンデス・デ・トラバ

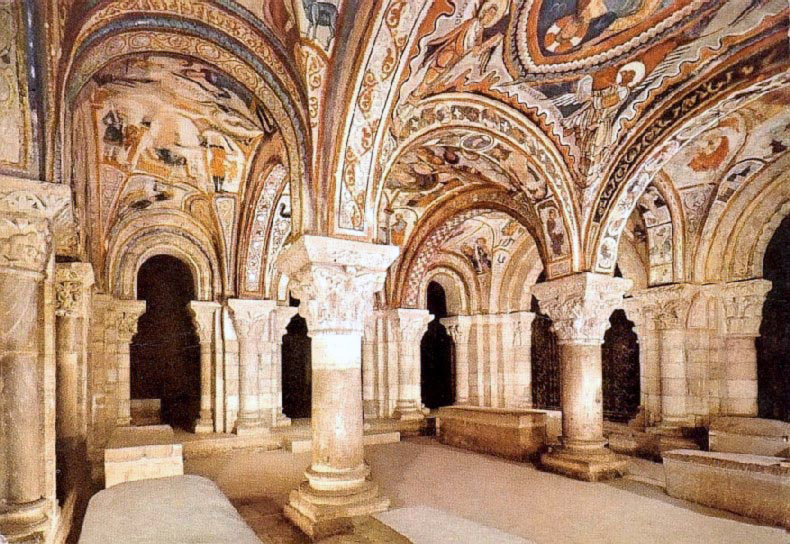
サン・イシドロ・デ・レオン教会の王室霊廟

王妃テレサの紋章

テレサ・フェルナンデス・デ・トラバ（スペイン語：Teresa Fernández de Traba, ? - 1180年2月6日）は、レオン王フェルナンド2世の2番目の妃。

## 生涯
テレサはポルトゥカーレ伯妃であったテレサ・デ・レオン（カスティーリャ女王ウラカの異母姉）とその愛人であったトラスタマラ領主フェルナンド・ペレス・デ・トラバの間の庶子である。テレサは1152年にはヌーニョ・ペレス・デ・ララと結婚しており、その年に夫妻はカストロヌニョをその地の住民に与え境界を定めたとされるが、1156年もしくは1157年にカスティーリャ・レオン王アルフォンソ7世がこの地を聖ヨハネ騎士団に寄進した。1160年1月29日にはテレサと夫ヌーニョはペラレスにサンタ・マリア修道院を創建し、初代女子修道院長オセンダにペラレスとソリタの全領地を寄進した。1174年、夫妻は自身が建設し聖ヨハネ騎士団に寄進したイテロ・デル・カスティージョの救護所の全ての権利と所領と引き換えに、バルチロナ（Barchilona）の村をブルゴス司教に与えた。1177年にヌーニョが死去したのち、テレサはレオンの王宮に向かい、1178年10月7日以前にレオン王フェルナンド2世と結婚した。この結婚のおかげで、テレサと前夫との間の子供達は王宮に住み、息子アルバロがソブラド修道院に寄進した際の特許状に自らのことを「filius comitis domni Nunonis et regine domne Tarasie」（ヌーニョ伯と王妃テレサの息子）としているように、自分たちをレオン王妃の子であるとして誇った。
テレサは結婚から2年後の1180年2月6日、出産の際に死去し、レオンのサン・イシドロ教会の王室霊廟（el Panteón de Reyes）に埋葬された。テレサの遺体は石棺に入れられ、その蓋には袖口と襟ぐりに宝石がちりばめられたドレスをまとった王妃の半身像が描かれていた。髪は束ねられておらず、王冠が置かれ、棺の蓋の縁には次のラテン語が刻まれていた。
LARGA MANUS MISERIS, ET DIGNIS DIGNA REPENDENS CONSTANS, ET PRUDENS PIETATIS MUNERE SPLENDENS, HIC REGINA JACET CONJUX TARESIA REGIS FERNANDI SUMMI SIBI DENTUR GAUDIA REGIS. ERA MCCXVIII. ET QTT. VII. ID. FEBRUARII.

## 子女
最初の夫ヌーニョ・ペレス・デ・ララとの間に以下の子女をもうけた。
- アルバロ（英語版）（1218年没）
- フェルナンド（英語版）
- ゴンサロ（1225年没）
- サンチャ - プロヴァンス伯サンチョ（ラモン・バランゲー4世の息子）と結婚[6]
- マリア - ペラレスの女子修道院長[6]
- エルビラ - 1176年頃、ウルジェイ伯アルメンゴル8世と結婚、ギジェン・デ・セルベラと再婚[7]。

レオン王フェルナンド2世との間に以下の子女をもうけた。
- フェルナンド（1179年 - 1187年）
- サンチョ（1180年）